# فرديناند كيلر (أستاذ جامعي)
فرديناند كيلر (بالألمانية: Ferdinand Keller)‏ هو رسام توضيحي ورسام ألماني، ولد في 5 أغسطس 1842 في كارلسروه في ألمانيا، وتوفي في 8 يوليو 1922 في بادن بادن في ألمانيا.

## معرض صور

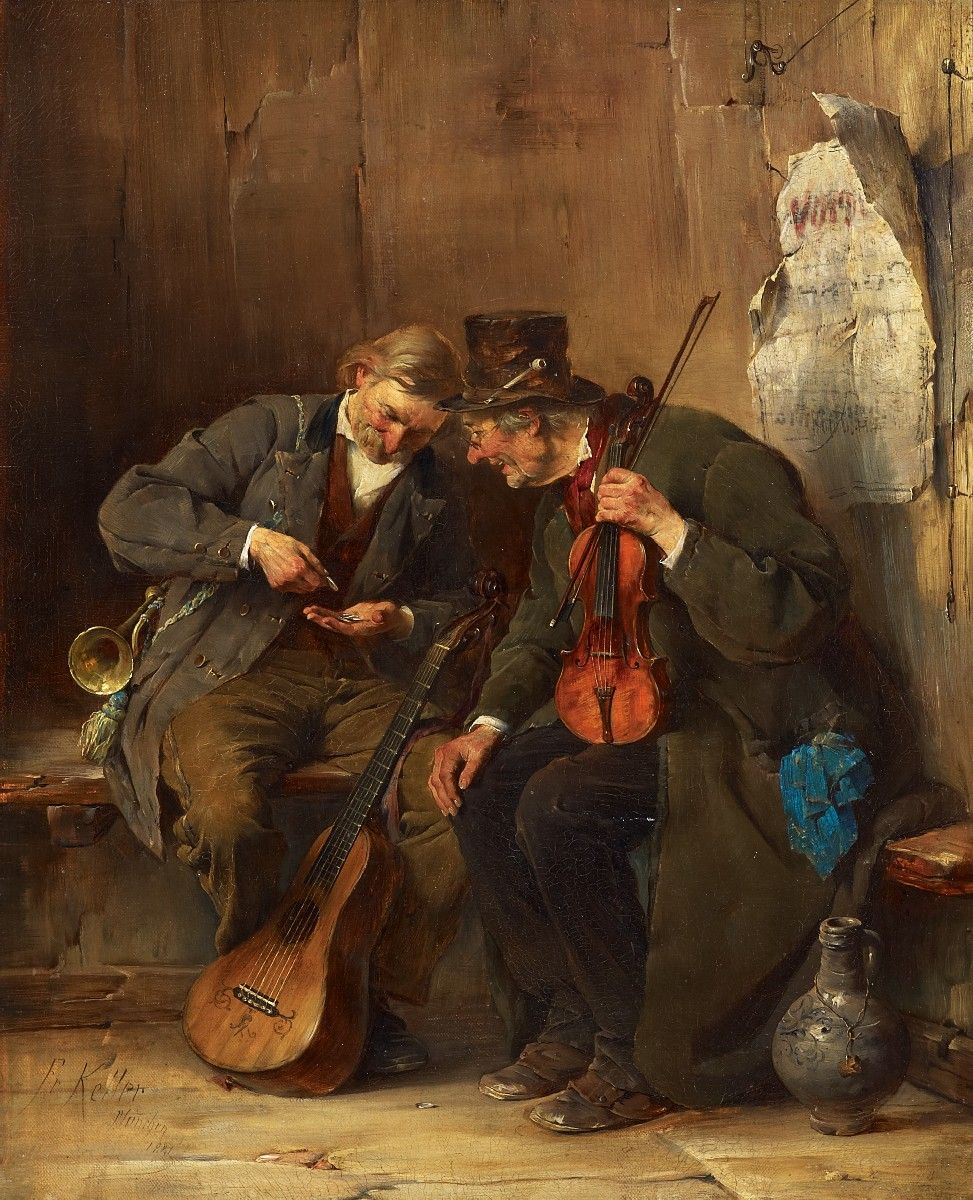
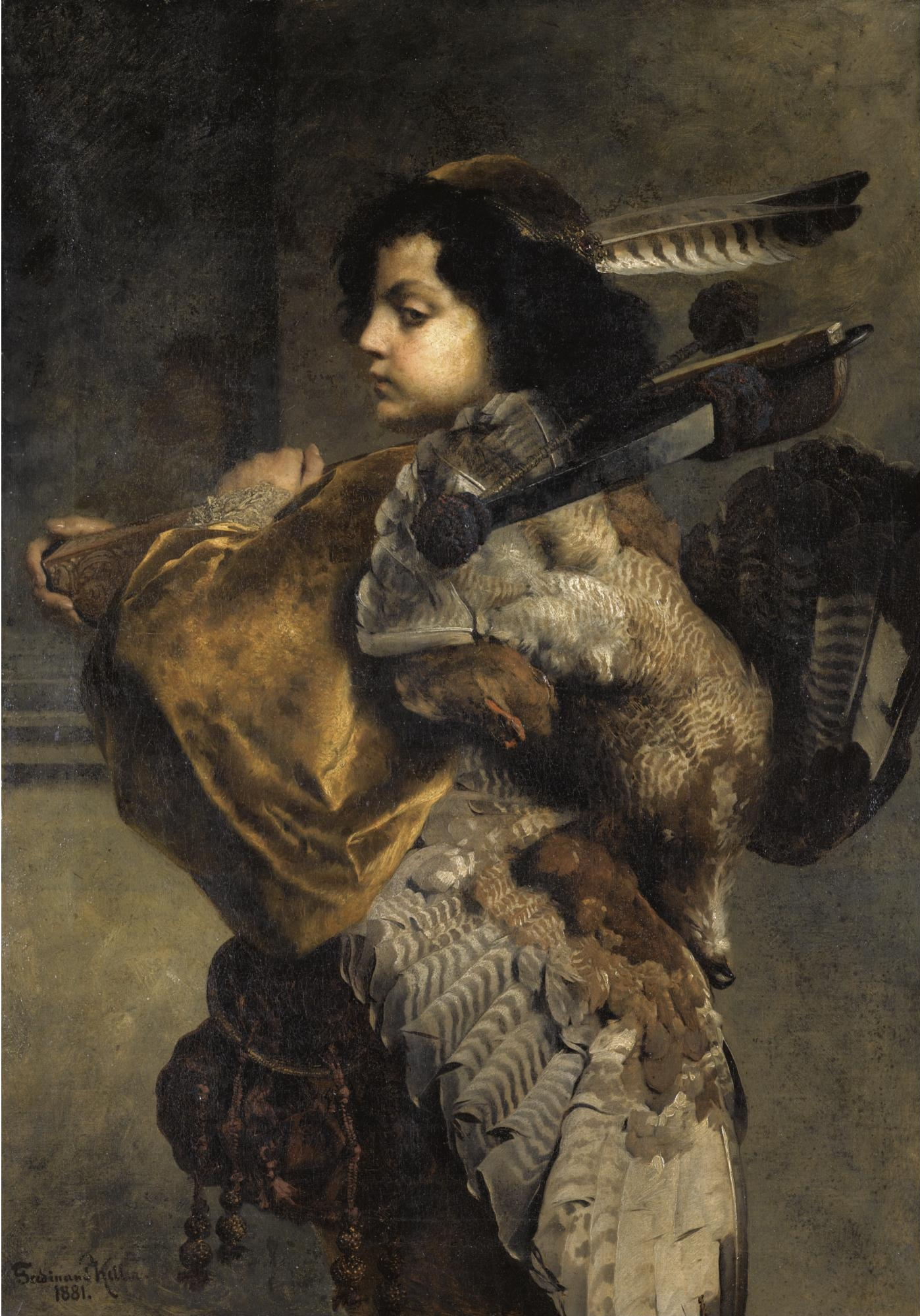
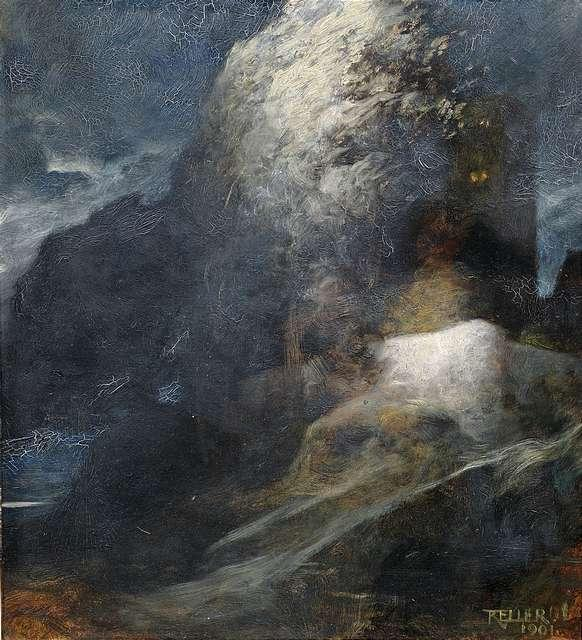
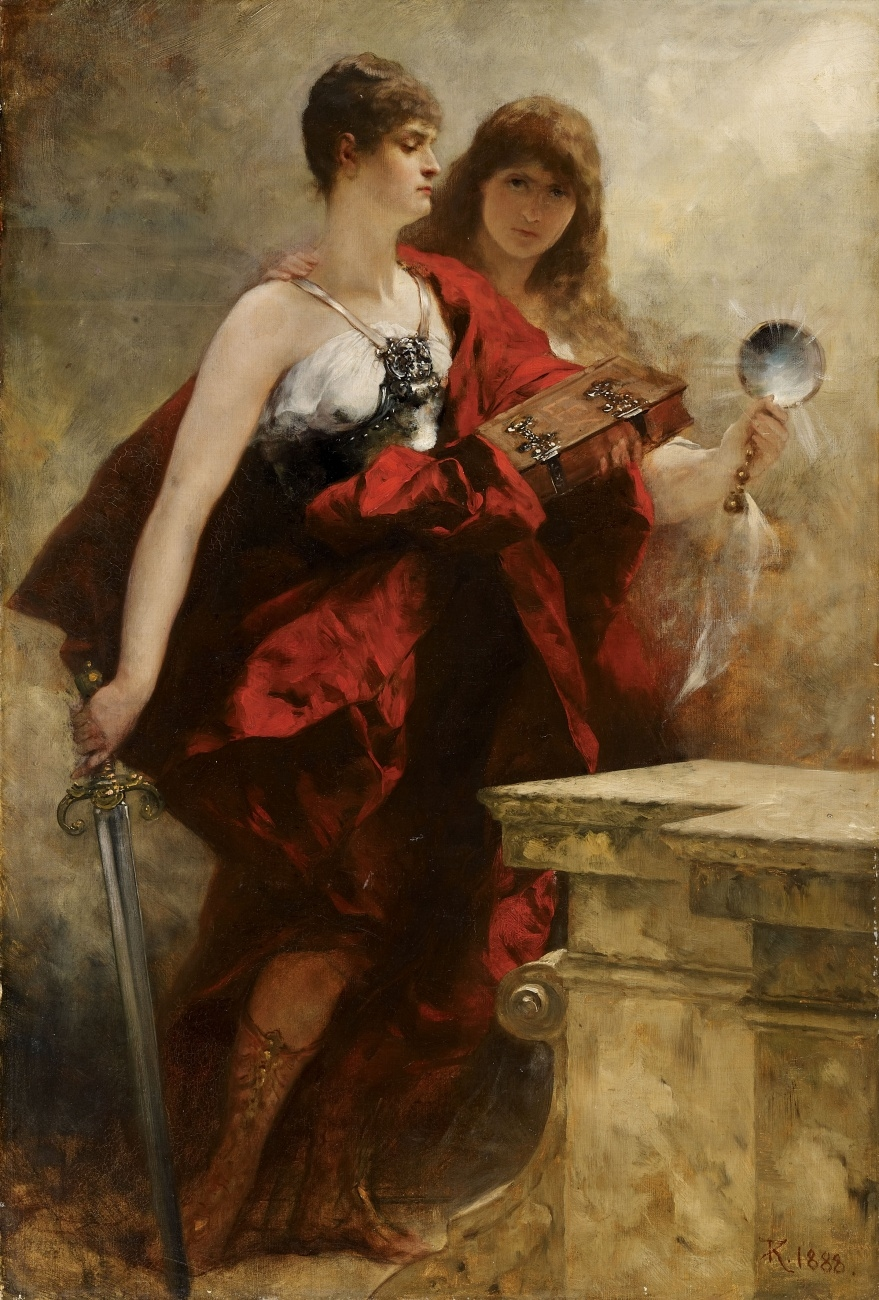

## وصلات خارجية
- فرديناند كيلر على موقع ديسكوغز (الإنجليزية)